# Бичок Лесюера
Бичок Лесюера (Lesueurigobius suerii) — вид риб родини Бичкових (Gobiidae). Морський субтропічний демерсальний вид риб, що сягає 5 см довжиною.
Ареал охоплює східну частину Атлантичного океану біля Канарських островів і узбережжя Марокко, а також Середземне море.